# Vernisáž (divadelní hra)

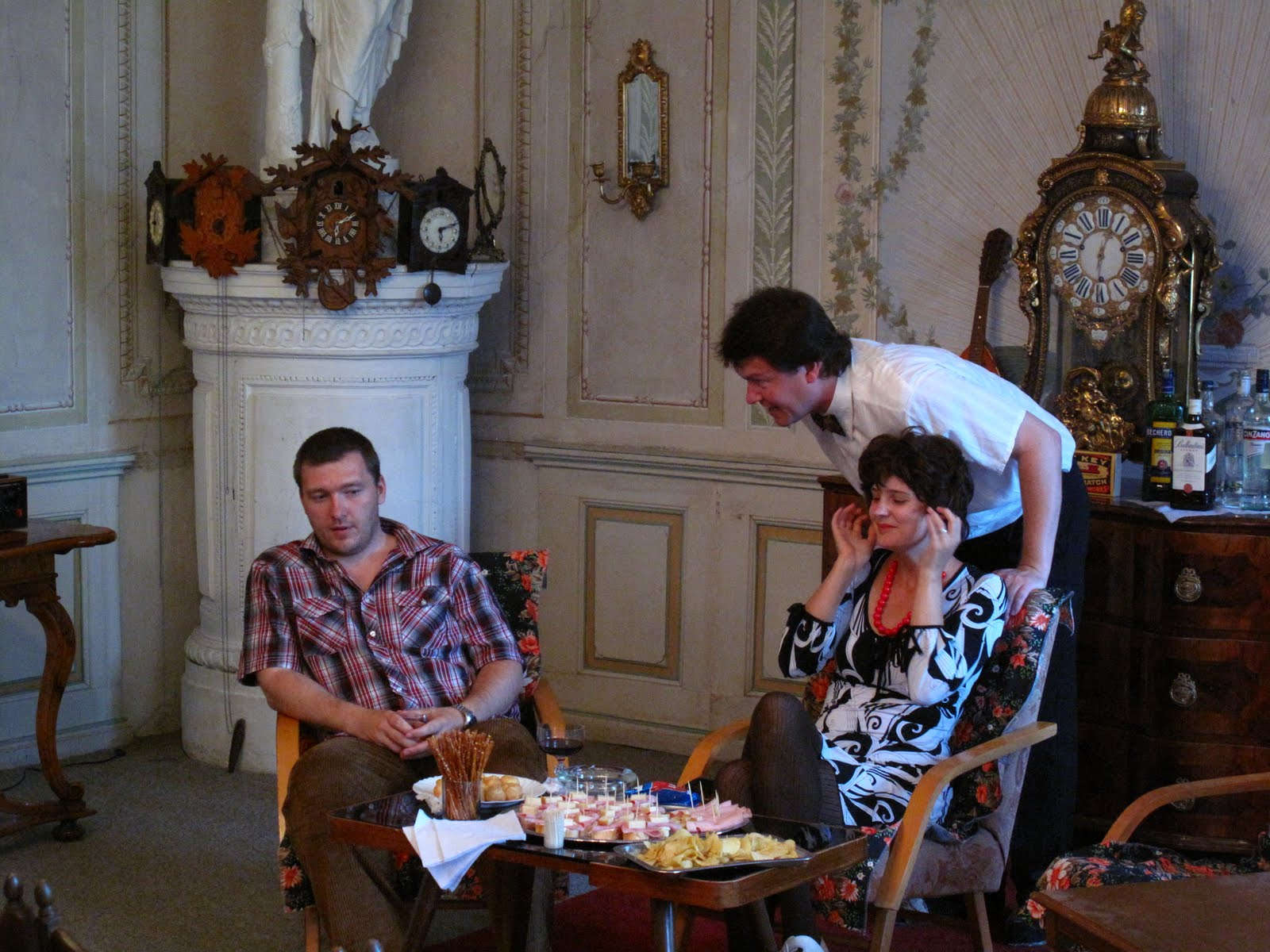
Inscenace Vernisáže na zámku Krásný Dvůr (Divadlo Navenek, Kadaň)

Vernisáž je konverzační jednoaktová hra Václava Havla z roku 1975 řazená mezi tzv. vaňkovské hry (vaňkovky), ačkoli se zde postava bývalého spisovatele jmenuje Bedřich. Premiéra byla uvedena spolu s Audiencí v roce 1976 v divadle Akademietheater ve Vídni. Prvního vydání se dočkala v nakladatelství Sixty-Eight Publishers Josefa Škvoreckého v Torontu v roce 1977 spolu s dalšími hrami (Žebrácká opera, Horský hotel, Audience a Spiklenci) s předmluvou Jiřího Voskovce. V tomtéž roce byla také pořízena rozhlasová nahrávka Vernisáže s Karlem Krylem v roli Bedřicha v českém oddělení rádia Svobodná Evropa.

## Pozadí vzniku
V 70. letech po potlačení Pražského jara se Václav Havel scházel se svými přáteli spisovateli, dramatiky a filosofy na své venkovské chalupě na Hrádečku, kde si předčítali svá nepublikovaná díla. Pro jedno takové setkání v roce 1975 vznikl text Audience, který uvedl do české dramatiky postavu spisovatele Ferdinanda Vaňka, který po zákazu publikování pracuje v pivovaru. Hra měla velký úspěch a začala se šířit v samizdatu. Povzbuzen obecným přijetím Audience, napsal Havel ještě v tomtéž roce další dvě vaňkovské hry Vernisáž a Protest (jako protějšek k Atestu Pavla Kohouta).

## Děj a postavy

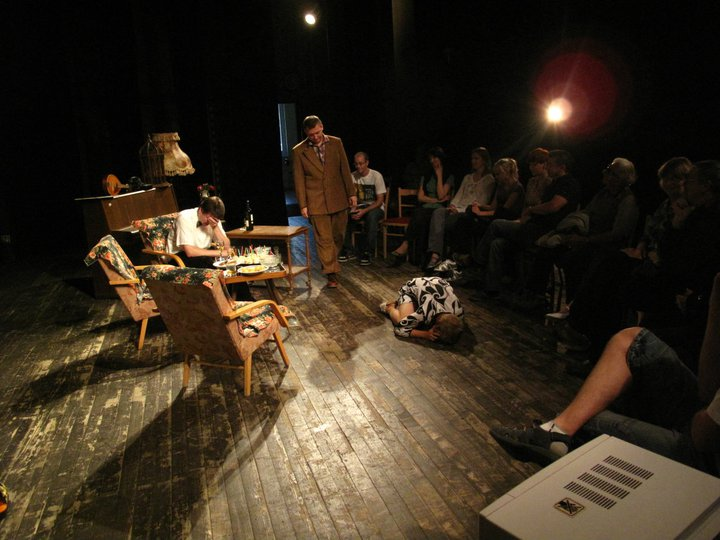
Závěrečná scéna (Divadlo Navenek)

Hra se odehrává v soukromém bytě Věry a Michala. Ti si pozvou svého přítele, zkrachovalého spisovatele Bedřicha, na oslavu kolaudace svého bytu, kterou pojímají jako vernisáž vnější krásy a komfortu svého vlastního života. V několika zrychlujících se dramatických cyklech, které jsou odděleny kukáním starožitných hodin, postupně představují Bedřichovi všechny aspekty svého štěstí (kýčovitý komfort, peníze, známosti, vztahová harmonie, péče o domácnost, péče o dítě, erotické praktiky apod.). Čím chladněji Bedřich reaguje, tím více to nutí manžele ukazovat a předvádět své štěstí. V závěrečné scéně, kdy se nepřesvědčený Bedřich chystá k odchodu, Věra s Michalem propadají zoufalství, protože si uvědomují, že jejich život nemá bez diváka smysl. Bedřich tuto roli kvůli přátelství, které je dříve spojovalo, přijímá a neodchází.

## Rozhlasové zpracování
Československé oddělení Rádia Svobodná Evropa natočilo v roce 1977 Havlovu Vernisáž pro silvestrovské vysílání. V režii Milana Horníka namluvili Bedřicha Karel Kryl, Věru Rozina Jadrná-Pokorná a Michala Miroslav Patera. Záznam se zachoval v audioarchivu Československého dokumentačního střediska, který spravuje Národní muzeum. Obnovená rozhlasová premiéra proběhla v listopadu 2008.

## Ukázka z textu
MICHAL: Jsme k sobě milí a pozorní, aniž bychom se přitom přílišnou starostlivostí navzájem unavovali.
VĚRA: A vždycky si máme spolu co říct, protože máme naštěstí úplně shodný druh humoru –
MICHAL: Shodnou představu o štěstí –
VĚRA: Shodné záliby –
MICHAL: Shodný vkus –
VĚRA: Shodné názory na rodinu –
MICHAL: A co je nesmírně důležité: perfektně si rozumíme i tělesně –
VĚRA: To je pravda. to je skutečně nesmírně důležitéǃ Michal je totiž po této stránce ohromný – dokáže být divoký i něžný – zdravě sobecký i ohromě pozorný a obětavý – vášnivě bezprostřední i vynalézavě rafinovaný –
MICHAL: Což je ovšem zásluha Věry, která mě stále znovu dokáže vzrušovat a přitahovat.